# Flerden
Flerden (rm. Flearda) – miejscowość i gmina w Szwajcarii, w kantonie Gryzonia, w regionie Viamala.

## Demografia
We Flerden mieszka 247 osób. W 2020 roku 4,9% populacji gminy stanowiły osoby urodzone poza Szwajcarią. 